# Hulagu-chan
Hulagu-chan albo Hulegu, Hülegü (ur. 1217, zm. 8 lutego 1265) – wódz mongolski i twórca państwa Ilchanidów.
Był piątym synem Tołuja i jego żony Sorkaktani-beki, a zatem wnukiem Czyngis-chana. Właściwie nic nie wiadomo o wczesnym okresie jego życia. W roku 1251 jego brat Mongke został wielkim chanem i z jego rozkazu w roku 1253 Hulagu wyruszył z wielką wyprawą na Bliski Wschód. Postawiono przed nim trzy zasadnicze cele: miał zniszczyć nizarytów, uśmierzyć buntowniczych Kurdów oraz ich krewniaków, Lurów, oraz wymusić na kalifie podporządkowanie się Mongołom. Na drodze ogromnej armii Hulagu, której dokładną wielkość trudno oszacować, pobudowano mosty, wyznaczono brody, zapewniono wyżywienie dla ludzi i zwierząt. Dla armii wytyczono pas na stepach wzdłuż trasy jej przemarszu, z przeznaczeniem na pastwiska dla koni. Na tereny niepodlegające Mongołom Hulagu-chan przybył dopiero w roku 1256 i skierował do muzułmańskich władców orędzie wzywające ich do przybycia do jego obozu z posiłkami, żywnością i bronią, pod groźbą uznania ich za wrogów. Większość bliskowschodnich władców zastosowała się do tego wezwania, lecz kalif poprzestał jedynie na samej deklaracji posłuszeństwa. Od kwietnia do grudnia roku 1256 Hulagu zdobywał kolejne ośrodki nizarytów, z ich najważniejszą twierdzą Alamut włącznie, tak że ich państwo przestało istnieć.
Hulagu skierował się następnie do Azerbejdżanu, który w przyszłości miał stać się centrum państwa Ilchanidów, podczas gdy jego podwładny, Bajdżu, w tym samym czasie stłumił rebelię anatolijskich Seldżuków. Przez niemal cały rok 1257 Hulagu prowadził również rozmowy z kalifem, któremu wyrzucał niestawienie się na jego wezwanie. Negocjacje te nie doprowadziły do niczego – kalif Al-Mustasim, który chyba sądził, że Mongołowie nie ważą się targnąć na duchowego przywódcę islamu, pysznił się swoją wyższością wobec Hulagu i na historycznych przykładach udowadniał mu, że każdego kto walczył z Abbasydami spotykała klęska. Ten wywód obalił jednak przed chanem Nasir al-Din Tusi, perski uczony, który poddał się wraz z asasynami. Zachęcony do ataku, w końcu roku 1257 mongolski wódz przybył pod Bagdad i 29 stycznia 1258 roku rozpoczął szturm na miasto. Już 10 lutego kalif został zmuszony do poddania się i wkrótce Hulagu kazał go zamordować, podobnie jak większość mieszkańców jego stolicy, która została niemal zrównana z ziemią. W ten sposób kalifat przestał istnieć.
Po zdobyciu Bagdadu Hulagu wrócił do Azerbejdżanu, natomiast jego podwładni rozpoczęli podbój regionów Al-Dżaziry i Diyarbakıru. Po jego zakończeniu w końcu roku 1259 chan wyruszył przeciwko syryjskim Ajjubidom, i 25 stycznia 1260 roku, z pomocą nowego sojusznika, króla Małej Armenii Hetuma I, zdobył i splądrował Aleppo. W marcu tego samego roku Mongołowie zajęli Damaszek, a ich zagony dotarły aż do Hebronu i Gazy. W tym momencie jednak Hulagu wycofał się z większością swoich sił do Azerbejdżanu, prawdopodobnie na wieść o śmierci wielkiego chana Mongke. W Syrii pozostał jego wódz Kitboga, który jednak 3 września 1260 roku został pokonany przez armię Mameluków pod wodzą sułtana Kutuza i Bajbarsa w bitwie pod Ajn Dżalut, a następnie zabity. Mamelucy zajęli tereny aż po Eufrat, który w przyszłości miał się okazać trwałą granicą pomiędzy nimi a państwem Ilchanidów. Mongołowie nie zaakceptowali tej porażki i bardzo szybko wysłali do Syrii kolejną armię (ale liczyła ona tylko ok. 6 tys. ludzi), jednak została ona pokonana przez miejscowych Ajjubidów w bitwie pod Himsem 10 grudnia 1260 roku.
Hulagu nie zaatakował już Syrii, ponieważ wkrótce jego armia musiała zostać zaangażowana na innym froncie. W zimie roku 1261/1262 wybuchła bowiem wojna między Hulagu a władcą Złotej Ordy Berke. Napięcie pomiędzy nimi narastało od dawna i było związane z kilkoma faktami. Do momentu przybycia Hulagu mongolski dowódca na terenie Kaukazu i Azerbejdżanu, Bajdżu, podlegał Złotej Ordzie, co Berke uważał za uzasadnienie jego pretensji do tych terytoriów. Berke był także muzułmaninem i nie ukrywał swojego gniewu z powodu zniszczenia kalifatu przez Hulagu. Ten ostatni nie chciał zwrócić kontyngentów, jakie Orda przysłała mu na wyprawę, a obawiając się buntu wśród nich dokonał egzekucji niektórych ich dowódców, wśród których znajdowali się krewni Berke. W odpowiedzi chan Złotej Ordy wezwał swoich żołnierzy znajdujących się pod rozkazami Hulagu do przechodzenia na stronę Mameluków. Wreszcie Hulagu i Berke znaleźli się po dwóch różnych stronach wojny domowej, jaka wybuchła w imperium mongolskim po śmierci Mongke. Na początku działań wojennych Hulagu zmusił armię pod dowództwem Nogaja, bratanka Berke, do wycofania się, jednak w połowie stycznia jego syn Abaka został pokonany przez Nogaja w bitwie nad rzeką Terek, podczas której pod jego armią załamał się lód na rzece, w rezultacie czego utonęły tysiące żołnierzy. Armia Złotej Ordy nie była jednak w stanie podjąć trwałej okupacji Kaukazu i po tym zwycięstwie wycofała się na północ. Wojna Ilchanidów ze Złotą Ordą trwała aż do śmierci Berke w roku 1267 i wybuchała co jakiś czas na nowo. Sojusz Złotej Ordy z Mamelukami nie tylko odciągał siły potrzebne Ilchanidom w Syrii, ale także pozwalał Mamelukom na sprowadzanie niewolników z kontrolowanych przez Złotą Ordę kipczackich stepów, co stanowiło główne źródło rekrutacji ich armii.
Hulagu był człowiekiem o licznych intelektualnych zainteresowaniach, a jego dwór był ośrodkiem nauki i sztuki. Jego ulubieńcem był szczególnie wymieniony już Nasir al-Din Tusi, dla którego wybudował obserwatorium astronomiczne. Pisze się czasami o sympatii Hulagu w stosunku do chrześcijaństwa, co miało być związane z tym, że zarówno jego matka, jak i ulubiona żona, Dokuz-chatun, były nestoriankami, podobnie zresztą jak jego dowódca Kitboga. Celują w tym zwłaszcza autorzy muzułmańscy, którzy w ten sposób chcą wyjaśnić rzekomą nienawiść Hulagu w stosunku do muzułmanów. Należy jednak zauważyć, że Hulagu nigdy nie przeszedł na chrześcijaństwo, zaś zarówno na jego dworze, jak i w armii było mnóstwo muzułmanów. Ponadto chan kazał wybudować w swojej stolicy świątynię buddyjską, a został pochowany wraz z zabitymi specjalnie w tym celu ludźmi, co było ostatnim takim przypadkiem wśród Czyngisydów. Wydaje się zatem, że podobnie jak wielu innych współczesnych mu Mongołów nie posiadał on jakichś precyzyjnie określonych sympatii w stosunku do jednej religii, chociaż interesował się wieloma z nich.
Od roku 1259, to jest śmierci Mongkego, Hulagu był właściwie władcą niezależnym, i wtedy też źródła zaczynają używać w stosunku do niego tytułu ilchan, który przyjęli także jego następcy. Formalnie jednak nadal uznawał on zwierzchność Wielkiego Chana, i w roku 1261 Kubilaj przyznał Hulagu prawo do wszystkich zdobytych ziem i potwierdził jego tytuł – co było właściwie tylko uznaniem istniejącego już stanu rzeczy. Zmarł 8 lutego 1265 roku, a władzę w stworzonym przez niego państwie przejął jego najstarszy syn Abaka.